# Nikolaus Fox
Nikolaus Fox (* 31. Januar 1899 in Portz; † 14. Mai 1946 in Innsbruck) war ein deutscher Lehrer und saarländischer Volkskundler und Dichter.

## Leben
Nikolaus Fox wurde in Portz bei Saarburg geboren, seine Familie zog aber bereits im Jahr 1902 nach Roden um, wo Fox von 1905 bis 1909 die Volksschule besuchte. Nach dem Besuch des Humanistischen Knabengymnasiums in Saarlouis in den Jahren 1909–1917 und dem Abitur absolvierte er ein
Studium der Germanistik und Geschichtswissenschaft an den Universitäten Bonn und Köln. Das Studium schloss Fox mit der Promotion zum Dr. phil. in Köln ab. Im Jahr 1928 erfolgten die Prüfungen zum Zweiten Staatsexamen.
Zwischen 1928 und 1939 war Fox Studienrat in Dillingen/Saar und arbeitete außerdem im Rahmen einer journalistischen Tätigkeit für den „Dillinger Anzeiger“.
Fox wurde Mitglied der NSDAP und am 3. August 1937 zum NS-Kreiskulturwart des Landkreises Saarlouis ernannt. 
Von 1939 bis 1944 war Fox Schulleiter der Mädchen-Oberschule (heute Robert-Schuman-Gymnasium (Saarlouis)) in Saarlautern (Saarlouis). Mit der Evakuierung von Saarlouis zu Beginn des Zweiten Weltkrieges wurde Fox im September 1939 bis Juli 1940 an die Staatliche Wilhelm-Schule in Kassel abgeordnet.
1942/43 wertete er im Metzer Lothringischen Institut lothringische Volkskundezeitschriften aus und sammelte im Auftrag der Forschungsgemeinschaft Deutsches Ahnenerbe die „Märchen der Westmark“.
Fox verfasste zahlreiche Gedichte und Stücke (v. a. Schwänke) in moselfränkischer Mundart sowie Studien zur saarländischen Volkskunde.
Am Ende des Zweiten Weltkrieges war Fox von 1944 bis 1945 Kriegsteilnehmer in Norwegen. Er geriet in Kriegsgefangenschaft, in der er am 14. Mai 1946 in Innsbruck starb.
Im Jahr 1979 initiierte die Saarbrücker Zeitung eine Neuauflage des grundlegenden Werkes von Fox, der „Saarländischen Volkskunde“.

## Werke (Auswahl)
- Saarländische Volkskunde, Bonn 1927.
- De Kurwel, 2., verbesserte Auflage, Saarlouis 1927.
- Der tote Mann, Saarlouis 1933.
- De Brotkorwel, Saarlouis 1933.
- Aus dem Leben des Nikolaus Driesch, Saarlouis 1933.
- Saarlouis und Frankreich, Eine Auseinandersetzg mit den angeblich historischen Ansprüchen Frankreichs auf Saarlouis, in Zusammenarbeit mit Carl Roderich Richter und Franz Steinbach, Saarbrücken 1934.
- Die Mundart der Stadt Saarlouis, Eine Erwiderung auf den „Offenen Brief an Herrn Nikolaus Fox, Doktor u. Studienrat, Dillingen (Saar)“ von Pierre-Emile Kiffer, Dillingen 1934.
- Johann Peter Jager und seine „Burleske Beschreibung von Saarlouis“, Dillingen 1935.
- Das Fünfgroschenstück, Saarlautern 1937.
- Aus unserer alten Stadt, Saarlautern 1937.
- 's Bachkerbl, Saarlautern 1938.
- Volksmärchen, In den Landschaften der Westmark aufgezeichnet, Saarlauten 1941.
- Märchen und Tiergeschichten, In den Landschaften der Westmark aufgezeichnet, Saarlautern 1942.
- Saarländische Volkskunde, Saarbrücken 1979, Unveränderter Nachdruck der Ausgabe von 1927, mit einem Vorwort von Mathias Zender.
- Der Weinesel, Von Käuzen, Schelmen und klugen Frauenzimmern, hrsg. von Guido König und Stefan Schwall, Mit einer Kurz-Biographie von Stefan Schwall und einem Werk-Essay von Guido König, Blieskastel 1995.